# Wärmeliebende Glanzschnecke
Die Wärmeliebende Glanzschnecke (Aegopinella minor) ist eine auf dem Land lebende Schneckenart aus der Familie der Glanzschnecken (Oxychilidae). Die Art kommt auch in Deutschland vor. Die Unterscheidung von anderen Aegopinella-Arten ist oft nur durch eine Untersuchung des Genitalapparates möglich.

## Merkmale
Das rechtsgewundene Gehäuse der Wärmeliebenden Glanzschnecke ist abgeflacht-kegelig und misst 6 bis 10 mm in der Breite und 3,1 bis 3,5 mm in der Höhe. Es besitzt 3½ bis 4½ eng gewickelte, regelmäßig zunehmende Windungen. Die Naht ist sehr flach. An der mäßig gewölbten Peripherie ist ein Kiel angedeutet. Das letzte Viertel der Endwindung ist zur Mündung hin leicht erweitert (auf etwa das Eineinhalbfache), aber nicht abgesenkt. Die Mündung ist leicht abgeflacht-elleptisch. Der Mündungsrand ist gerade und scharf zulaufend. Der Nabel ist weit geöffnet, leicht exzentrisch und nimmt etwa ein Viertel der Gehäusebreite ein.
Die Schale ist schwach gelblich-braun gefärbt. Die Gehäusebasis ist milchig weiß. Die Oberfläche weist feine Anwachsstreifen in mehr oder weniger regelmäßigen Abständen auf.
Im männlichen Trakt des Genitalapparates tritt der Samenleiter (Vas deferens) in den sehr langen Epiphallus ein, Dieser verdickt sich zunächst etwas, wird wieder dünner und geht graduell in den vergleichsweise kurzen Penis über (Verhältnis Epiphallus/Penis über 2:1). Der Penisretraktormuskel setzt an der anfänglichen Verdickung des Epiphallus an. Der freie Eileiter ist sehr lang, die Vagina sehr kurz. Der Stiel der Spermathek ist sehr kurz, die Blase liegt unterhalb des Eisamenleiters.

## Ähnliche Arten
Das Gehäuse ist im Durchschnitt etwas kleiner als das der Weitmündigen Glanzschnecke (Aegopinella nitens). Der Endviertel der letzten Windung ist meist weniger stark erweitert. Die Gehäusefarbe ist bei frischen Exemplaren meist heller. Im Einzelfall kann die Art aber nur durch eine Untersuchung des Genitaltraktes sicher unterschieden werden. Die Wärmeliebende Glanzschnecke unterscheidet sich von den meisten anderen Arten der Gattung Aegopinella durch den sehr langen Epiphallus, der mindestens doppelt so lang ist wie der Penis. Der Penisretraktormuskel setzt an einer Verdickung am Eingang des Epiphallus an. Ähnliche Verhältnisse zeigt die Gegitterte Glanzschnecke (Aegopinella ressmanni), die jedoch größer ist und ein Gittermuster auf der Gehäuseoberfläche aufweist.

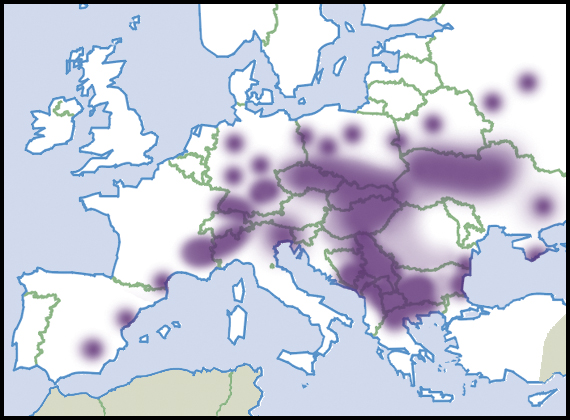
Verbreitung der Art in Europa (nach Welter-Schultes, 2012)

## Geographische Verbreitung und Lebensraum
Das Verbreitungsgebiet erstreckt sich über Mitteleuropa, Südosteuropa und das südliche Osteuropa bis in den Kaukasus. Sie fehlt weitgehend in Westeuropa, den Britischen Inseln und Skandinavien. Es handelt sich meist um isolierte Vorkommen. In Deutschland kommt die Art vor allem im Südwesten in Franken und den nördlichen Mittelgebirgen vor. Auf der Iberischen Halbinsel gibt es isolierte Vorkommen in Katalonien und Südspanien. 
Die Art bevorzugt warme, trockene Standorte auf Wiesen, Weiden, steinigen und grasigen Flussterrassen, Kalksteinfelsen und auch Kalksteinmauern und in Gebüschstreifen auf offenen Hängen, selten auch in Wäldern In der Schweiz steigt sie bis auf 2.400 m über Meereshöhe an, in Bulgarien bis auf 1.200 m.

## Taxonomie
Das Taxon wurde 1864 von Giuseppe Stabile als Hyalina nitens Minor erstmals beschrieben. Die wird allgemein anerkannt zur Gattung Aegopinella Lindholm, 1927 gestellt.

## Gefährdung
Die Art gilt in der Nordschweiz, in Niedersachsen und Rheinland-Pfalz als stark gefährdet, deutschlandweit gesehen als gefährdet. In Sachsen ist sie eine Art der Vorwarnliste.